# ドリューバリネコ
ドリュー・バリネコ（DREW BARINEKO、2003年 - ）は、日本の女装パフォーマーである。福岡県出身。
新宿二丁目のミックスバーCampy!BARの力持ち担当。K-POPをメインとした韓流エンタメに詳しい。朝鮮料理好き。
また、日本の新旧アイドル全般も得意分野で、特に松田聖子に関しては造詣が深い
オネエで強烈なインパクトのあるキャラクター。

## 出演

### テレビ番組
日本テレビ
- ナカイの窓　ナカイの窓×新宿二丁目（2018年6月7日）
- スクール革命!　（2013年3月10日〜2017年10月23日）
- 幸せ!ボンビーガール　都会を捨てて離島に移住するのもありかも!?2時間SP（2017年6月20日）
- ダウンタウンDXDXDX　（2015年10月15日）
- SKE48のエビフライデーナイト　（2013年11月2日）

TBS
- 水曜日のダウンタウン　（2019年2月20日）
- 有田ジェネレーション　（2016年5月10日〜2018年8月16日）
- 白熱ライブ　ビビット　（2015年9月29日）
- 有田チルドレン　（2015年9月2日・8日）
- 櫻井・有吉 THE夜会　（2015年4月16日）

フジテレビ
- 2019新春！スーパークイズ・ドレミファドン!〜冬ドラマ豪華女優・俳優大集合SP〜　（2019年1月2日）
- 真夜中　指原がリリー・フランキーとゲイタウン新宿2丁目をはしごする　（2017年5月22日）
- 全力!脱力タイムズ　（2017年2月3日、2019年10月4日、2023年3月17日）
- ノンストップ!　（2013年12月 2日、2016年8月24日）
- オネェション（2013年8月3日）

テレビ東京
- マツコ監禁 100人の愚痴を聞く（2018年 5月20日）
- 出没!アド街ック天国　東京エンタメな街20SP（2017年2月5日、2016年12月24日）

テレビ朝日
- ビートたけしのTVタックル　たけし＆爆笑問題の2015ニュースな人物トップ20（2015年12月27日）
- 祝祝アニバーサリー　（2014年 8月11日）

### テレビドラマ
女はそれを許さない　（2014年、TBS）

### ラジオ
KBCラジオ　ナイトクラブとしま

### MV出演
ROOT FIVE　（1stアルバムDVD）